# Apolemichthys
Apolemichthys là một chi cá biển thuộc họ Cá bướm gai. Các loài trong chi này có phạm vi phân bố rộng khắp khu vực Ấn Độ Dương - Thái Bình Dương.

## Từ nguyên
Từ định danh của chi được ghép bởi ba từ trong tiếng Hy Lạp cổ đại: tiền tố a (ἀ, "không có"), polemos (πόλεμος, "chiến tranh") và ichthys (ἰχθύς, "cá"). Trước đây, Apolemichthys được xem là một phân chi của Holacanthus, có lẽ hàm ý trong tên gọi đề cập đến việc Apolemichthys không có ngạnh trước ổ mắt như những loài Holacanthus khác.

## Các loài
Có 8 loài được công nhận là hợp lệ trong chi này, bao gồm:
- Apolemichthys arcuatus (Linnaeus, 1758)
- Apolemichthys griffisi (Carlson & Taylor, 1981)
- Apolemichthys guezei (Randall & Maugé, 1978)
- Apolemichthys kingi Heemstra, 1984
- Apolemichthys trimaculatus (Cuvier, 1831)
- Apolemichthys xanthopunctatus Burgess, 1973
- Apolemichthys xanthotis (Fraser-Brunner, 1950)
- Apolemichthys xanthurus (Bennett, 1833)

A. armitagei, một loài trước đây được xem là hợp lệ, nhưng sau đó được xác định là cá thể lai giữa A. trimaculatus và A. xanthurus.

## Sinh thái

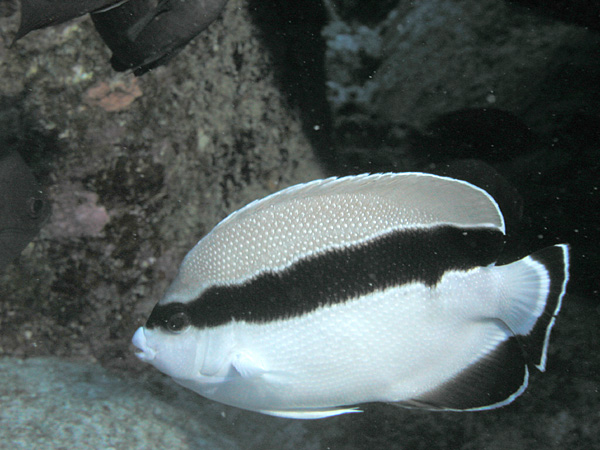
A. arcuatus, loài đặc hữu của quần đảo Hawaii

Những loài trong chi Apolemichthys này thường sinh sống ở những vùng nước tương đối sâu. Thức ăn của chúng chủ yếu là những loài động vật thân lỗ (bọt biển) và thuộc phân ngành Sống đuôi.
Nhiều cá thể lai giữa những loài Apolemichthys đã được ghi nhận ở những vị trí mà chúng có cùng phạm vi phân bố. Những loài đã lai tạp với nhau được biết đến là:
- A. griffisi × A. xanthopunctatus: tại Kiribati.
- A. xanthopunctatus × A. trimaculatus: tại Kiribati.
- A. trimaculatus × A. kingi: bãi cạn Aliwal (ngoài khơi Nam Phi).
- A. trimaculatus × A. xanthurus: Maldives và Seychelles.

Những loài Apolemichthys thường được đánh bắt trong ngành buôn bán cá cảnh.